# George Joseph Gottwald
George Joseph Gottwald (* 12. Mai 1914 in St. Louis, Vereinigte Staaten; † 11. März 2002 ebenda) war ein US-amerikanischer Geistlicher.
John Joseph Glennon, Erzbischof von Saint Louis, weihte Gottwald am 9. Juni 1940 zum Priester für das Erzbistum Saint Louis. Papst Paul VI. ernannte ihn am 23. Juni 1961 zum Titularbischof von Cedamusa und Weihbischof in Saint Louis. Joseph Elmer Ritter, Erzbischof von Saint Louis, weihte ihn am 8. August 1961 zum Bischof. Mitkonsekratoren waren John Patrick Cody, Bischof von Kansas City-Saint Joseph, und Leo Christopher Byrne, sein Vorgänger als Weihbischof von Saint Louis und ernannter Koadjutorbischof von Wichita. Am 2. August 1988 nahm Papst Johannes Paul II. seinen Rücktritt als Weihbischof an.
Gottwald nahm als Konzilsvater an den ersten drei Sitzungsperioden des Zweiten Vatikanischen Konzils teil.